# کاترین پندرل
کاترین پندرل (انگلیسی: Catharine Pendrel؛ زادهٔ ۳۰ سپتامبر ۱۹۸۰) دوچرخه‌سوار زن اهل کانادا است.
وی در مسابقات کشوری و بین‌المللی در مجموع برندهٔ ۴ مدال طلا، ۱ مدال نقره شده‌است.